# Коррин
Корри́н — тетрапиррольное макрогетероциклическое соединение, формально — производное порфирина, лишенное углерода в C-20 мезо-положении. Коррин является родительской структурой корриноидов и ряда коферментов.
Корриновое ядро образовано четырьмя дигидропиррольными циклами A, B, C и D, соединенных тремя метиновыми мостиками (A-B, В-С и C-D) и замыкающихся напрямую углерод-углеродной связью (A-D). Таким образом, от порфирина коррин отличается отсутствием метиленового мостика между парой пиррольных ядер. Корриновое кольцо является важнейшим компонентом структуры витамина B12, октадегидрокоррины, образованные пиррольными ядрами, называются корролами.
В отличие от порфиринов, являющихся ароматическими структурами, коррины неароматичны: система сопряженных двойных связей цикла незамкнута и повышено число sp3-атомов углерода, вследствие чего корриновое кольцо не является плоским. В корринах неполная сопряжённая система, и p-орбитали перекрываются только на 3/4 периметра кольца. Коррины значительно более реакционноспособны, чем ароматически стабилизированные порфирины. 
В отличие от корринов, их производные — корролы (октодегидрокоррины) полностью ароматические молекулы.